# 朱友讓
朱 友譲（しゅ ゆうじょう、生没年不詳）は、後梁の初代皇帝の朱全忠の仮子。もとの姓は李で、本名は不明（排行で七郎と呼ばれていた）。

## 生涯
元々は汴州の豪商だという。朱全忠にその並外れた商才を認められて、その仮子となった。同時に彼の元の居候となった若者の高季興が優れていたために、仮父の朱全忠の命で、その仮子にしたという。

## 仮子
- 高季興（後の荊南の武信王）
- 董璋
- 孔循